# Estola basinotata
Estola basinotata là một loài bọ cánh cứng trong họ Cerambycidae.